# 杰尔塞迈赖
杰尔塞迈赖（匈牙利語：Győrszemere）是匈牙利杰尔-莫雄-肖普朗州所辖的一个村。总面积33.11平方公里，总人口3161，人口密度95.5人/平方公里（2011年1月1日）。